# Sundarban

Karta över Sundarban.

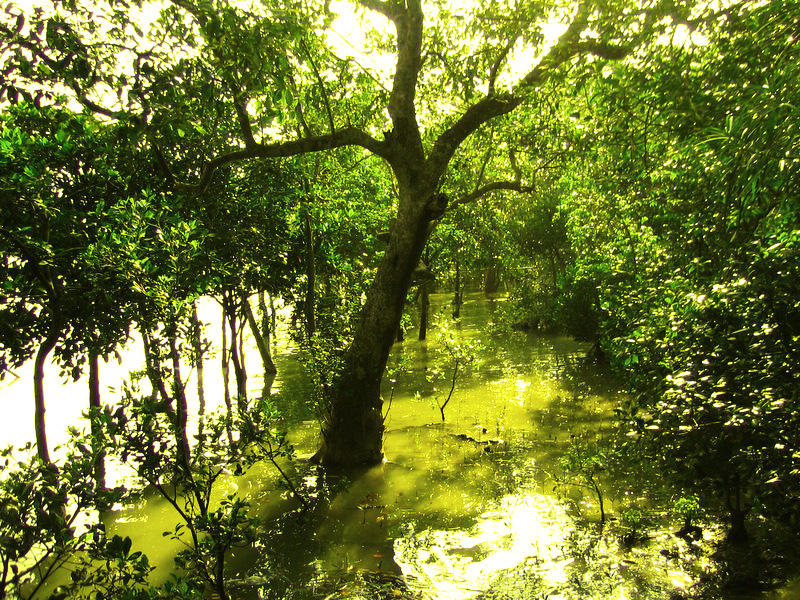
Sundarban, ett skogklätt lågland bland flodarmar.

Sundarban (bengali: সুন্দরবন, Shundôrbôn; på svenska även Sundarbans, tidigare även Sanderbunds eller Sanderbands) är ett floddelta i Bengalen, på båda sidor av gränsen mellan Bangladesh och Indien. Det cirka 16 900 kvadratkilometer stora området fungerar som gemensamt floddelta för Ganges och ett antal mindre floder, i nära anslutning till Brahmaputras utlopp i Bengaliska viken.
Brahmaputras deltaområde och Sundarban tillsammans omfattar ett område på 75 000 kvadratkilometer. Denna större region räknas som världens största floddelta.

## Geografi
Sundarban ligger huvudsakligen i Bangladesh (Khulna Division), men även i den indiska delstaten Västbengalen. 
Området utgör den nedersta delen av Ganges delta, på båda sidor om nationsgränsen. Det sträcker sig från Hugliflodens (Hooghlys) utlopp i Bengaliska viken i väster till Meghnas utlopp i öster, en väst-östlig bredd på ungefär 250 kilometer.
Ganges rinner i sydöstlig riktning genom området under namnet Padda (Padma); den förenar sig vid Goalanda med Brahmaputra samt kallas nedanför föreningen Meghna. Av övriga flodarmar är den mest betydande Bhagirathi, som efter föreningen med Jalungi kallas Huglifloden. Den bildar nedanför Calcutta en bred, trattformad mynning och är segelbar för oceanfartyg upp till 160 kilometer från havet. 
Det mellan dessa flodarmar liggande låglandet utgör en labyrint av saltvattensträsk, floder, kanaler och vikar mellan hastigt uppstående och lika snart försvinnande slam- och sandöar, vilka delvis översvämmas av floden, täcks med hopar av slam samt ruttnande växt- och djurlämningar. Den norra, högre belägna delen av deltat är däremot en av de bördigaste och tätast befolkade trakter på jorden. 
Ganges för med sig en utomordentligt stor mängd fasta beståndsdelar (årligen omkring 200 miljoner kubikmeter), varigenom deltat årligen tillväxer och flodbädden förändras.

## Flora och fauna
Sundarban är till stora delar ett obebott träsk- och skogsområde, och det omfattar den största mangroveskogen i världen. Området har ett rikt växt- och djurliv, inklusive den viktigaste boplatsen för den bengaliska tigern. Krokodiler och pytonormar är vanliga och fågellivet mycket rikt.
Delar av den indiska delen av deltat är sedan 1984 nationalpark (Sundarbans National Park, 1 330 kvadratkilometer), medan 1 400 kvadratkilometer på den bangladeshiska sidan är avsatt som reservat. Både den indiska nationalparken och det bangladeshiska reservatet har utnämnts till världsarv av Unesco – sedan 1987 respektive 1997.